# Vlag van Noord-Karelië

Vlag van Noord-Karelië

De vlag van Noord-Karelië is gebaseerd op het wapen van dit landschap, met het wapen en de kroon van het wapen en de kasteelkrans aan de zijkant van de staf. De kasteelkrans is gebruikt als symbool voor grensgebieden en komt bijvoorbeeld voor in het wapen van Joensuu als de vallikoro (in de vorm van punten bezaaid met schuine blokjes). De vlag werd op 8 juni 1997 ingehuldigd door de landschappelijke regering van Noord-Karelië.
Karelië is een van de vier historische regio's van Finland (samen met Tavastland, Satakunta en Zuidwest-Finland) die van oudsher tot de hertogdommen werden gerekend. Er wordt aangenomen dat het wapen van de provincie afkomstig is van de vlag die werd gedragen op de begrafenis van koning Gustaaf Wasa van Zweden in 1560, maar het is mogelijk dat het wapen werd gecreëerd tijdens de regering van Gustaaf Wasa. Het oudste bewaard gebleven voorbeeld van het wapen is uit het Armorial suédois van 1562, waarop alleen het wapen met zwaarden te zien is. Het Karelische wapen op het grafmonument van Gustaaf Wasa in de kathedraal van Uppsala bevat ook een kroon als begeleiding van het wapen. Er wordt gedacht dat het wapen de positie van Karelië als grensgebied tussen Zweden en Rusland en de gevechten die daar werden uitgevochten tussen West en Oost weerspiegelt. De thema's van het wapen komen ook terug in het wapen van Finland.